# فرانسیسکو مونترو
فرانسیسکو مونترو (انگلیسی: Francisco Montero؛ زادهٔ ۱۴ ژانویهٔ ۱۹۹۹) بازیکن فوتبال اهل اسپانیا است.
از باشگاه‌هایی که در آن بازی کرده‌است می‌توان به باشگاه فوتبال اتلتیکو مادرید اشاره کرد.
وی همچنین در تیم ملی فوتبال زیر ۲۱ سال اسپانیا بازی کرده‌است.